# Воскресенье без Бога
«Воскресенье без Бога» (яп. 神さまのいない日曜日 Ками-сама но инай нитиё:би), или просто Kaminai (яп. 神ない «Без Бога») — серия ранобэ, автором которых является Кимихито Ириэ, а иллюстратором — Сино. С января 2010 года по май 2014-го издательством Fujimi Shobo было опубликовано 9 томов романа. Манга-адаптация авторства Абарахэйки начала выпускаться в ноябре 2010 года в журнале Monthly Dragon Age. 29 декабря 2010 года была также выпущена CD-драма. Аниме-адаптация, выпущенная студией Madhouse, начала транслироваться с 6 июля 2013 года.

## Сюжет
Господь создал мир за 5 дней, на 6 день он решил отдохнуть, а на 7 день решил покинуть эту вселенную. Рай и Ад были переполнены и закрыты для человеческих душ. Люди перестали умирать и рождаться. А если же умирают в биологическом смысле, то становятся ходячими мертвецами, постепенно теряющими свою человечность. Тогда Господь послал последнее чудо — хранителей могил, чей обряд погребения сумеет упокоить душу умершего. Однако далеко не все мертвецы желают упокоения; такие боятся хранителей могил.
Действие происходит в небольшой деревне. 15 лет назад здесь по непонятным причинам перестали умирать люди. Среди них живёт маленькая девочка и хранитель могил по имени Ай. Всё, кажется, идёт своим чередом, пока в посёлок не заявляется таинственный незнакомец, перебивший всех его жителей и открывший Ай глаза на то, что все жители были мертвецами. Так Ай решает путешествовать по всему миру, чтобы спасти этот вымирающий мир без Бога. Она сама ещё пока не знает, как, но верит, что ответ найдёт в своём сердце.

## Список персонажей
Ай Астин (яп. アイ・アスティン Аи Асутин)
Сэйю: Аки Тоёсаки
Главная героиня истории, 12-летняя девочка и наполовину хранитель могил по материнской линии. Уникальная в своём роде, так как могильщики не могут иметь детей от кого-либо, а самым молодым жителям Земли уже должно быть по 15 лет. Является дочерью могильщицы Леди Альфы и Хампни Хамберта. После смерти матери её взяли на попечение Юки и Анна, которые оказались мертвецами, как и остальные жители деревни. Так как является могильщиком-полукровкой, не обладает такими колоссальными силами, и как человек обладает эмоциями и свободна в своих решениях, из-за этого Хампни сначала не верил, что она могильщик.
Хампни Хамберт (яп. 人喰い玩具（ハンプニー・ハンバート） Хампуни: Хамба:то)/Кидзуна Астин (яп. キヅナ・アスティン Кидзуна Асутин)
Сэйю: Дайсукэ Намикава
Отец Ай, путешествовал, чтобы найти Хану, бывшую возлюбленную. Перебил всех жителей деревни, так как ненавидит мертвецов. Сначала очень жестоко обращался с Ай, бил её и даже хотел убить. Однако Ай продолжает следовать за ним. Он рассказывает, что является бессмертным (не мертвецом), и сколько бы его не ранили, он восстановится, так как 15 лет назад, находясь в хорошем настроении, пожелал, чтобы это длилось вечно. Любил Хану и решил её найти. Он сначала не верит, что Ай дочь Ханы, и даже что она могильщик. Мечтает умереть счастливым и больше всего боится остаться последним живым человеком на Земле. Поверив, что Ай его дочь, становится счастливым и просит Ай провести обряд погребения, таким образом Хампни умирает.
Хана (яп. ハナ)/Альфа (яп. アルファ Аруфа)
Сэйю: Рина Сато
Женщина, которую Хампни долгое время искал. Является матерью Ай, которая умерла за несколько лет до основных событий. Плохо готовила, хорошо убирала, не любила духи. Была сладкоежкой. Когда-то сказала Ай, что мечтает создать мир, где мёртвые и живые смогут жить в мире и счастье. Ай внешне очень на неё похожа.
Скар (яп. 傷持ち（スカー） Кидзумоти (Сука:))
Сэйю: Мамико Ното
Чистокровный могильщик, которая в начале показана как вежливая девушка, лишённая чувств. Она знакома с Хампни и хоронит мертвецов, которых он истребляет. После смерти Хампни решает путешествовать вместе с Юрием и Ай и отправляется в Ортос. Там ей становится плохо, и она «слышит голос», как позже выясняется, Селики, замороженного младенца, сестры-близнеца Уллы. Взяв в руки младенца, Скар пробуждает в себе материнские чувства и человеческие качества, и решает стать её новой матерью. Однако это противоречит принципам бесстрастного могильщика, поэтому Скар начинает бороться с новыми чувствами и сбегает, отправившись туда, где родилась. Позже к ней прибывают Юрий и Ай, убеждая девушку принять себя такой, какая она теперь есть, и взять Селику; так Скар продолжает путешествовать с главными героями.
Юрий Сакума Дмитриевич (яп. ユリー・サクマ・ドミートリエビッチ Юри: Сакума Доми:ториэбитти)
Сэйю: Кэйдзи Фудзивара
Друг детства Хампни. После событий 15-летней давности его жена стала живым мертвецом, и Юрий вместе с дочерью и супругой начали искать место, где смогли бы жить вместе мирно и укрываться от могильщиков. Когда они остановились в Ортосе, Юрию и его дочери надо было умереть, но они отказались. Позже внезапно появляется Хампни и убивает жену Юрия, после этого Юрий возненавидел Хампни и решил его убить. Позже и его дочь умерла, ей был проведён обряд похорон. В начале основных событий он пытается убить Хампни и спасает Ай. После смерти Хампни Юрий решает взять Ай на попечение и путешествует с ней на голубом Volkswagen T1.
Кирико Зубреска (яп. キリコ・ズブレスカ Кирико Дзубурэсука)
Сэйю: Тэцуя Какихара
Служит в правительственном учреждении Ортоса. Был найден спящим посреди пустыни Ай и Юлием. Приближенный королевы Уллы. Уникальный в своём роде, он не живой и не мёртвый. Когда мать носила Кирико в своём чреве, Бог оставил человечество, и мальчик не мог родиться. Мать вместе с супругом обратилась к ведьме, которая соединила части пяти живых людей и создала Кирико. При рождении он выглядел уже на 13 лет и обладал знаниями, полученными от тех 5 людей. За 15 лет он повзрослел лишь на 2 года, но при этом не восприимчив к силе Уллы, а значит, не живой. Очень воспитанный, и при принцессе соблюдает все правила поведения, неформальность Ай его раздражает. Позже выясняется, что по приказу чиновников Кирико держал от Уллы в тайне то, что она несёт смерть.
Улла Элес Хакматика (яп. ウッラ・エウレウス・ヘクマティカ Урра Эурэусу Хэкуматика)
Сэйю: Микако Комацу
Принцесса Ортоса, обладает колоссальной силой, которая несёт за собой смерть. Если кто-то увидит лицо, услышит её голос или притронется — умрёт. Поэтому, когда Улла встречается с живым, она должна тщательно прятать своё лицо и тело и общаться посредством дневника (пишет на французском), или ей помогает Кирико. Сама она живая и не знает о своей силе смерти, так как жители города намеренно скрывают от неё правду, чтобы она дальше убивала людей во время церемонии. Улла очень добрая и страдает от своей силы. Когда-то давно, во время родов, мать Уллы возжелала смерти всем: Улла впитала в себя эту энергию, а её сестра-близнец Уллы — Селика сумела защититься, запечатав себя во временном вакууме, который разрушила Скар. Улла доверяет Скар и отдаёт ей ребёнка.
Алис Калар (яп. アリス・カラー Арису Кара:)
Сэйю: Коки Утияма
Встретился с Ай в академии «Горан». Родом из города Устии, который давно заброшен, но продолжает существовать в параллельной реальности в замороженном времени. Так произошло, когда 14 лет назад в один прекрасный день ученики класса 3-4 пожелали, чтобы так длилось вечно. Сначала в параллельном городе они жили одни, потом Алис завёл в город около 35000 человек, которые тоже стали заложниками остановленного времени, не осознавая, что не стареют и их жизнь не меняется. Алис единственный продолжал это осознавать и даже намеренно убивал или устраивал поджоги, но всё возвращалось в исходное состояние. Тогда он решил сбежать, но всё равно, будучи привязанным к этому миру, не стареет уже 14 лет, поэтому не любит дни рождения. Алис ненавидит параллельный мир и желает уничтожить его, освободив его жителей и свой класс. Ай решает ему помочь. Когда-то Алис играл в баскетбольной команде и сильно пожелал никогда не промахиваться, после чего действительно приобрёл такую способность, однако она отбила у него интерес к игре. За счёт своих способностей способен останавливать своим выстрелом чужие пули. В конце выясняется, что на самом деле не Ди, а Алис упал из Окна и умер. Он должен был исчезнуть вместе с исчезающим вымышленном миром, но при таинственных обстоятельствах его спасает Ай, хотя во внешнем мире располагается его гроб. Согласно роману, Алис мог материализовываться, выходя во внешний мир, так как его тело было похоронено могильщиком.
Ди Эндж Стратмитос (яп. ディー・エンジー・ストラトミットス Ди: Эндзи: Суторатомиттосу)
Сэйю: Эри Китамура
Бывшая одноклассница Алис, по непонятной причине имеет форму духа и долгое время следила за людьми, нашёптывая им подсказки и советы, также следила за Ай. Позже в какой-то момент начинает следовать за главными героями. Существует в человеческой форме в параллельной реальности в Устии и, в отличие от Алис, рьяно защищает этот мир, намеренно уничтожая журналы из внешнего мира, которые тот прячет. Позже выясняется, что в день создания параллельной Устии Ди выпала из окна и разбилась насмерть. Ученики класса 3-4 не могли поверить в это и сильно пожелали, чтобы все члены класса жили счастливо и вечно, так и образовался параллельный мир, однако при выходе в реальность Ди становится духом, так как уже мертва и утратила своё тело. Она ненавидит настоящий мир и влюблена в Алис, однако страдает из-за того, что тот не отвечает ей взаимностью. Когда она видит, что Алис искренен с Ай, она в отчаянии решает перезапустить вымышленный мир, где Алис не существует, и заставляет своих одноклассников вспомнить прошлое. Её спасает Алис и объясняет, что 14 лет назад она вовсе не умирала. После исчезновения вымышленного мира Ди может принимать физическую форму. Сюжет не раскрывает, по какой причине Ди ранее пребывала во внешнем мире в форме духа.
Таня Свегдевальд (яп. ターニャ・スウェッジウッド Та:ня Сууэдзиуддо)
Сэйю: Асами Имаи
Ученица академии «Горан», родилась слепой и обрела способность третьего ока, видеть с помощью звука. Имеет длинные розовые волосы. Была изгоем в своей деревне, из-за чего страдали её родители. Так она решила сбежать и попала в академию. Сначала она не желала сбегать из академии, боясь возвращаться домой, но Ай её убедила. Родители принимают Таню тепло и позволяют остальным ученикам остаться жить в их доме.
Вольрас Фарен (яп. ヴォルラス・ファーレン Борурасу Фа:рэн)
Сэйю: Саюри Хара
Девочка в очках, ученица академии «Горан». Обладает колоссальной физической силой, позволяющей ей раскалывать камни руками.
Харди (яп. ハーディ Ха:ди)
Сэйю: Кэнго Каваниси
Ученик академии «Горан», тучный мальчик с коричневыми волосами, который обладает способностью есть неорганические материалы, встречается с Вольрас.
Гиги Тотоги (яп. ギーギー・トートギー Ги:ги: То:тоги:)
Сэйю: Котори Коиваи
Ученик академии Горан. Хотя внешне он похож на 10-летнего мальчика, ему уже 22 года, так как он долго спал. Имеет короткие светлые волосы и встречается с Мимиртой и Мемепо.
Мимирта и Мемепо Геденбург (яп. ミミータ・ゲーデンバーグ、メメポ・ゲーデンバーグ Мими:та, Гэ:дэнба:гу, Мэмэпо Гэ:дэнба:гу)
Сэйю: Аи Какума
Девушки-близняшки с длинными жёлтыми волосами. Раньше у них была третья сестра-близнец, и когда её похоронили, её душа стала частью Мимирты и Мемепо, таким образом они обе страдают раздвоением личности.
Рун Саггитариус (яп. ルン・サジタリウス Рун Садзитариусу)
Сэйю: Минами Такахаси
Ученица академии «Горан», имеет голубые волосы, умеет дышать под водой, обычно дышит в тазик с водой.

## Определения
- Мир без Бога — мир будущего, в котором, согласно сюжету, Бог за 15 лет до основных событий со словами «я облажался» покидает Землю. Человечество приходит в упадок и быстро вымирает, исчезают города, нации и страны. Люди теряют связь с потусторонним миром, и больше не могут рожать детей или умирать. Хотя биологически смерть наступает, душа остаётся привязанной к телу, и мертвец продолжает «существовать». Вскоре мир заполонили живые мертвецы, и тогда Бог послал последнее чудо — хранителей могил, чей обряд погребения может упокоить душу и отправить её в потусторонний мир.
- Мёртвые — люди, умершие после того, как Бог оставил человечество и закрыл врата в потусторонний мир. Формально их биологическая смерть уже наступила, однако душа остаётся привязанной к телу, и мертвец продолжает двигаться. Мертвецы, хотя и очень медленно, но подвержены процессу гниения, особенно если будут обращаться со своим телом неправильно, в частности оставлять раны, которые не зарастают, как у живых. Внешне они неотличимы от людей, однако у них отсутствуют блики в глазах. Очень медленно мертвец будет терять свою человечность: сначала в нём начнёт обостряться алчность. Если мёртвый теряет конечности, то может пришить их обратно. В Ортосе разработана специальная медицина для мёртвых, позволяющая остановить процесс гниения и разрушения личности. Большинство живых людей презирают и ненавидят мёртвых. Мертвецов нельзя убить, ранив в жизненно важный орган, однако их можно обездвижить.
- Хранители могил — особый вид людей, возникший как последнее чудо Господне. Фактически они появляются из молний уже взрослыми. Они очень вежливы к живым людям и никогда не станут на них нападать, однако жаждут похоронить мертвецов и беспощадны к ним. Обладают колоссальной силой, лишены каких-либо чувств, так как это будет мешать им выполнять свою работу. Могильщики не могут иметь детей, хотя Хана, мать Ай, составила уникальное исключение. Многие мертвецы хотят существовать и дальше, посему боятся могильщиков, в Ортосе их даже убивают. Некоторые могильщики пробуждают в себе чувства, как это сделали Хана и Скар. В процессе рождения появляется до 10000 могильщиков, которые внешне могут быть абсолютно одинаковыми.
- Ортос — город мёртвых. Возник, когда мертвецы, подвергавшиеся массовым гонениям, решили создать свой город, где смогут жить в безопасности. Уровень жизни в городе достаточно высокий, там хорошо развита медицина для мёртвых, останавливающая их процесс разрушения. Все его жители носят маски. Живые тут признаны низшим классом и могут существовать только в торговой зоне, где их права сильно ограничены. Большинство живых, желающих остаться жить в городе, проходят обряд умерщвления. Ортосом правит Улла, богиня смерти, жители Ортоса её боготворят. Примечательно, что королевская резиденция — башня Ортоса — повторяет форму Вавилонской башни.

## Роман
Kami-sama no Inai Nichiyōbi изначально выпускалась как ранобэ, автором которой является Кимихико Ириэ, а иллюстратором — Сино. Изначально Ириэ выпустил первую главу под названием Nichiyō no Hitotachi (яп. 日曜の人達 Нитиё но хитотати, «Воскресные люди»). В конкурсе, проводимом журналом Fujimi Shobo, глава выиграла 21-й фантазия-приз в 2009 году, сама ранобэ была удостоена гран-при. Впервые ранобэ начало публиковаться издательством Fujimi Shobo с 20 января 2010 года как часть серии Fujimi Fantasia Bunko. К 20 июля 2013 года было выпущено 8 томов романа. 25 мая 2014 года вышел заключительный девятый том.

## Манга
Манга-адаптация, созданная и иллюстрированная Абарахэйки, начала выпускаться в ноябре 2010 года в журнале Monthly Dragon Age. Первый том манги был издан 9 июня 2011 года, 4 том был выпущен 9 августа 2013 года. Правами на издание манги на русском языке обладает Reanimedia.

## Аниме
Аниме-адаптация была создана студией Madhouse, режиссёром выступил Ёдзи Кумадзава. Сериал начал транслироваться 6 июля 2013 года. Песню в открывающей заставке, «Birth» исполняет Эри Китамура, а в завершающей, «Owaranai Melody o Utaidashimashita» (яп. 終わらないメロディーを歌いだしました Оваранай мэроди: о утайдасимасита), — Микако Комацу. Серии аниме официально доступны на сайте Crunchyroll для просмотра с английскими субтитрами. Аниме было лицензировано американской компанией Sentai Filmworks для показа на территории США.
| 01 | Долина смерти I «Си но тани I» (死の谷I)                                                | 6 июля 2013 года      |
| Ай беспечно живёт в маленьком посёлке, где люди вот уже 15 лет не умирали. Внезапно является таинственный незнакомец по имени Хампни и убивает всех жителей посёлка, кроме Ай. Он утверждает, что все они были мертвецами. Ай проводит обряд погребения для всех жителей, и больше не может оставаться в опустевшей деревне. Ай знакомится с другим могильщиком — Скар. |                                                                                         |                       |
| 02 | Долина смерти II «Си но тани II» (死の谷II)                                             | 13 июля 2013 года     |
| Хампни раздражают наивные мысли Ай, и он решает убить её, прежде чем её душа «опорочится». Ай спасает Юрий, который жаждет отомстить Хампни за убитую супругу и вызывает его на дуэль в эту же ночь. Позже Хампни рассказывает Ай о своём прошлом и мертвецах и что сам является бессмертным. Он не является на дуэль с Юрием и уходит, Ай следует за ним. |                                                                                         |                       |
| 03 | Долина смерти III «Си но тани III» (死の谷III)                                          | 20 июля 2013 года     |
| Хампни и Ай останавливаются у водопада, где на Хампни нападает шайка разбойников-мертвецов. За ними следил Юрий. Вместе с Ай и прибывшей Скар он отправляется в логово разбойников. Во время драки Хампни понимает, что Ай является его родной дочерью. Впервые он воспринимает девочку тепло. Он проводит с ней какое-то время и просит Ай провести над ним обряд погребения, исполнив таким образом своё желание — умереть счастливым. Ай прощается с отцом. |                                                                                         |                       |
| 04 | Ортос I «Орутасу I» (オルタスI)                                                         | 27 июля 2013 года     |
| Ай вместе с Юрием и Скар начинает путешествовать на Volkswagen T1. В пути они подбирают подростка по имени Кирико, который родом из Ортоса, города мёртвых. Главные герои отправляются в Ортос. Ай преисполнена желанием увидеть город, несмотря на предупреждения Юрия, Кирико их впускает. Ай видит, что все жители города — мертвецы, облачённые в костюмы и маски, но живут счастливо. Скар становится плохо. Ай, спрятав лицо за маской, решает прогуляться по городу. |                                                                                         |                       |
| 05 | Ортос II «Орутасу II» (オルタスII)                                                      | 3 августа 2013 года   |
| Гуляя по городу, Ай встречает незнакомца, который предупреждает, что живым тут гулять опасно. Позже Ай встречает Кирико, который рассказал, что является и не живым, и не мёртвым, а также об обстоятельствах, при которых он родился. Позже он решает познакомить Ай с правительницей Ортоса и богиней смерти — Уллой, которая оказывается очень доброй и дружелюбной девушкой. |                                                                                         |                       |
| 06 | Ортос III «Орутасу III» (オルタスIII)                                                   | 10 августа 2013 года  |
| В Ортос в поисках пропитания и жилья прибывает примерно сто человек, однако для того, чтобы жить в городе, они должны умереть, чему помогает осуществиться Улла, которая способна убивать взглядом и голосом. Ай не верит в намерения принцессы и уверена, что та находится в неведении о происходящем. Она лично встречается с принцессой и объясняет, что все, кто окружает её, — мёртвые. Для Уллы, которая верила, что передавала людям некие силы, это оказывается неожиданностью. А в неведении её держал сам Кирико. Однако принцесса не держит ни на кого зла. Выясняется, что у Уллы есть сестра-близнец Селика, которая после рождения заморозила себя во времени и из-за этого не росла. Скар пробуждает её и решает сделать своим ребёнком. Улла позволяет ей забрать Селику. Главные герои покидают Ортос. |                                                                                         |                       |
| 07 | Академия «Горан» I «Го:ра Гакуэн I» (ゴーラ学園I)                                       | 17 августа 2013 года  |
| Ай продолжает путешествовать, Скар таинственно исчезает, оставив ребёнка в машине. Ай похищают и заключают в академию, где учатся и живут подростки с уникальными способностями, так как детей в мире осталось очень мало, а академии получают от государства много денег за содержание ученика. Среди учеников есть Алис. Вместе с остальными учениками Ай и Алис организуют побег, прорыв неполный тоннель. Алис заявляет, что намерен спасти мир, уничтожив его. Ай знакомится с девочкой-привидением по имени Ди. |                                                                                         |                       |
| 08 | Академия «Горан» II «Го:ра Гакуэн II» (ゴーラ学園II)                                    | 24 августа 2013 года  |
| К побегу всё готово, однако одна из учениц, Таня, отказывается убегать, боясь, что если вернётся домой, то будет дальше терпеть ненависть жителей и быть обузой для родителей. Ай пытается переубедить Таню, и это ей удаётся, ученики совершают успешный побег. Юрий отвозит учеников жить в посёлок Тани, где их тепло встречают. Алис и Ди решают дальше путешествовать с Ай. |                                                                                         |                       |
| 09 | Там, где рождаются хранители могил «Соно Хассё но Тибо но кансю» (その発祥の地墓の看守) | 31 августа 2013 года  |
| Главные герои забредают в особое место, где из молний рождаются новые могильщики. Там они встречают Скар, которая оказывается в замешательстве, так как младенец Селика впервые пробудила в ней человеческие чувства. Скар мечется: с одной стороны страдает, с другой — не может признать, что лишилась бесчувственности. Главные герои поддерживают Скар и утверждают, что младенец тянется только к ней. Скар принимает роль матери и снова берёт Селику на руки. |                                                                                         |                       |
| 10 | Класс 3-4 I «Сан-нэн Ён-куми I» (三年四組I)                                             | 7 сентября 2013 года  |
| Главные герои отправляются в заброшенный город Устию, родной дом Алиса и Ди. Там через класс 3-4 академии можно попасть в параллельное измерение, город 14-летней давности, который застрял во времени и вместе с его обитателями перезапускается каждый год. Алис категорически не признаёт существование фальшивого мира и просит главных героев вытащить оттуда учеников класса 3-4 и жителей города. Решением проблемы является переубеждение учеников класса 3-4, которые когда-то пожелали создать для себя идеальный мир, затащили туда около 35000 человек и сами оказались в капкане времени, перестав осознавать, что время остановилось. Только Алис осознаёт, что не взрослел уже 15 лет. В параллельной реальности живёт и Ди в форме живого человека. |                                                                                         |                       |
| 11 | Класс 3-4 II «Сан-нэн Ён-куми II» (三年四組II)                                          | 14 сентября 2013 года |
| Ай вступает в класс 3-4, проходит полгода. Главные герои живут беспечно. Алис рассказывает, что для того, чтобы не забыть о правде, он ранее оставлял обрезки журналов, выходящих в Устии вне искусственного мира. Однако все записки ранее нашла и уничтожила Ди, которая категорически против того, чтобы искусственный город продолжал существовать. Однако Ай находит уцелевшую газету и узнаёт, что 14 лет назад класс 3-4 исчез, а одна из учениц была найдена мёртвой. Ею оказалась Ди. Позже Ди рассказывает Ай, что сразу после её смерти все ученики класса сильно пожелали, чтобы они всегда были счастливы вместе, и в этот день образовался параллельный мир. Однако если его разрушить, то вместе с ним исчезнет и Ди. |                                                                                         |                       |
| 12 | Класс 3-4 III «Сан-нэн Ён-куми III» (三年四組III)                                       | 21 сентября 2013 года |
| Ди видит, как Алис и Ай вместе проводят время, понимает, что это больше не «её мир», и решает создать новый мир, уничтожив старый. Ди решает поговорить с Алисом в присутствии Ай. Ди приходит в класс 3-4 и внезапно убивает Менхима, выстрелив ему в лоб, но тот через мгновение как ни в чём не бывало поднимается без раны. Весь класс в шоке. Ди заставляет всех одноклассников вспомнить своё прошлое и как они пришли к созданию фальшивого мира. Ди делает это, чтобы вынудить учеников пожелать перезапустить мир, и снова кидается из окна, чтобы перезапустить мир, где не существовало Алиса, в надежде избавиться от душевных страданий. Однако в последнюю секунду Ди хватает Алис, но спотыкается и сам падает, однако его хватают Ай и остальные одноклассникиа. Алис вспоминает, что на самом деле он упал из окна и разбился насмерть, а Ди стала свидетелем смерти. Алис объясняет всем ученикам, что время и память бесценны, и желание учеников жить в вечности пропадает. Фальшивый мир начинает рушиться, однако и Алис, будучи мёртвым, исчезает с этим миром. Все обитатели города оказываются во внешнем мире, Ди принимает физическую форму. В конце видно, что Ай спасла Алиса, и он не исчез. |                                                                                         |                       |